# Comuna de Wojcieszków
Wojcieszków (polaco: Gmina Wojcieszków) é uma gminy (comuna) na Polónia, na voivodia de Lublin e no condado de Łukowski. A sede do condado é a cidade de Wojcieszków.
De acordo com os censos de 2004, a comuna tem 7072 habitantes, com uma densidade 65,1 hab/km².

## Área
Estende-se por uma área de 108,61 km², incluindo:
- área agrícola: 82%
- área florestal: 13%

## Demografia
Dados de 30 de Junho 2004:
|                      | Total   | Total | Mulheres | Mulheres | Homens  | Homens |
| -------------------- | ------- | ----- | -------- | -------- | ------- | ------ |
|                      | pessoas | %     | pessoas  | %        | pessoas | %      |
| População            | 7072    | 100   | 3466     | 49       | 3606    | 51     |
| Densidade (pop./km²) | 65,1    | 100   | 31,9     | 31,9     | 33,2    | 33,2   |

De acordo com dados de 2002, o rendimento médio per capita ascendia a 1294,86 zł.

## Subdivisões
- Burzec, Bystrzyca, Ciężkie, Ciężkie Pierwsze, Glinne, Helenów, Hermanów, Kolonia Bystrzycka, Marianów, Nowinki, Oszczepalin Drugi, Oszczepalin Pierwszy, Otylin, Siedliska, Świderki, Wojcieszków, Wola Bobrowa, Wola Burzecka, Wola Bystrzycka, Wólka Domaszewska, Zofibór, Zofijówka.

## Comunas vizinhas
- Adamów, Borki, Krzywda, Łuków, Serokomla, Stanin, Ulan-Majorat